# Tomasellia americana
Tomasellia americana är en lavart som först beskrevs av Willey, och fick sitt nu gällande namn av R. C. Harris. Tomasellia americana ingår i släktet Tomasellia och familjen Naetrocymbaceae.   Inga underarter finns listade i Catalogue of Life.